# August Krogh
Schack August Steenberg Krogh (født 15. november 1874 i Grenaa, død 13. november 1949 i København) var en dansk zoolog og fysiolog og nobelprismodtager. Gift 24. marts 1905 med Marie Krogh og far til Bodil Schmidt-Nielsen.
Krogh voksede op i Grenaa og blev uddannet fra Københavns Universitet, hvor han i 1916 blev professor i dyrefysiologi. Han forblev hele sit liv knyttet til universitet. Han satte blandt andet arbejdet med forbedring af insulinfremstilling i Danmark i gang sammen med Hans Christian Hagedorn, hvilket førte til oprettelsen i 1923 af Nordisk Insulinlaboratorium, som senere indgik i Novo Nordisk.
Han blev i 1920 tildelt Nobelprisen i medicin for opdagelsen af den kapillærmotoriske regulationsmekanisme.
I 1945 blev han Grenås første æresborger i forbindelse med byens 500-års jubilæum som købstad.

## Liv og karriere
Hans fader, Viggo Krogh var brygger men uddannet skibsbygger, og August var den ældste i en søskendeflok på seks. Han har selv fremhævet at skoletiden ikke gav ham synderligt udbytte, hvorimod han fandt stor glæde i at færdes i naturen og iagttage dyrelivet og botanisere med Raunkiærs “Exkursionsflora” i hånden. Om sommeren fik han selskab af faderens ungdomsven, zoologen William Sørensen, der skærpede Augusts interesse for feltstudier og stimulerede ham til at udføre fysiske og kemiske eksperimenter, som han tidligt påbegyndte på egen hånd. August Krogh havde sin almindelige skolegang i Grenaa. Og efter afsluttet studentereksamen fra Aarhus Katedralskole i 1893 flyttede han til København, hvor han tog medicinsk forberedelseseksamen (‘kantussen’).
Han fortsatte med magisterkonferensstudiet i naturhistorie med zoologi som hovedfag, som blev afsluttet i 1899 med afhandling om bygning og funktion af fuglenes lunger og luftsække. Han blev dr.phil. i 1903 og professor i dyrefysiologi ved Københavns Universitet 1916. Efter hans gradualdisputation (1903), som behandlede frøens hud- og lungeånding, fulgte en hel serie undersøgelser af respiration. Af videnskabernes akademi i Wien blev han i 1906 prisbelønnet med Seegen-prisen for undersøgelser vedrørende det frie kvælstofs rolle i stofskifteprocesserne. Herpå fulgte en række yderst betydningsfulde arbejder vedrørende den måde hvorpå optagelsen af ilt og udskillelsen af kuldioxid i lungerne foregår. Ved anvendelse af bedre arbejdsmetoder end dem hans forgængere havde brugt, lykkedes det Krogh at påvise at de nævnte processer i lungerne har samme forløb som ved undersøgelser uden for organismen, at lungerne således ikke har nogen bestemmende indflydelse på forløbet, men at dette følger kendte fysiske love.
Kroghs følgende arbejder beskæftigede sig ikke alene med åndedrættet, men kom ind på andre områder af fysiologien. Der var imidlertid et fast sammenhæng mellem alle arbejderne. Enten drejede de sig om problemer der lader sig belyse gennem en undersøgelse af processerne der foregår under åndedrættet, eller de drejede sig om iltens og kulsyrens funktioner i legemet henholdsvis efter optagelsen og inden udskillelsen i lungerne. Til den første gruppe hører Kroghs arbejder sammen med J. Lindhard over blodstrømmen gennem menneskets lunger i 1912, om muskelarbejdes indflydelse på åndedræt og kredsløb i 1913 og Kroghs undersøgelser over forskellen mellem kulhydraters og fedtstoffers evne til at yde den energi der forbruges ved muskelarbejde i 1920; til den anden gruppe hører blandt andet undersøgelser over åndedrættets regulation gennem blodets kulsyreindhold.
Kroghs arbejder var meget talrige; blandt de øvrige kan nævnes undersøgelser over lavere dyrs respiration, over stofskiftet under forskellige dyrs fosterudvikling, over temperaturens indflydelse på stofskifteprocesserne og over eskimoernes ernæring og stofskifte (de sidste foretagne i Grønland sammen med hans hustru dr.med. Marie Krogh).
August Krogh fik nobelprisen i medicin i 1920 for sin "opdagelse af den kapillarmotoriske regulationsmekanisme af næringstilførslen til vævene". Krogh var den første der på en nøjagtig måde besvarede spørgsmålet om hvor stor iltspændingen i vævene uden for kapillærerne er. Han bestemte diffusionsraten for gasser i forskellige vævstyper, især muskler. I sidstnævnte væv forener kapillærerne en så enkel og regelbunden anordning at kapillarnettets dimensioner uden vanskelighed kunne indføres i en beregning. Krogh kunne beregne forskellen mellem iltspændingen i blodet i kapillærerne og i et punkt i vævet mellem dem. Under den videre forskning nåede Krogh frem til den antagelse at muskelvævenes samtlige kapillærer bliver blodførende først ved de højeste grader af virksomhed. Krogh kom således på den tanke at kun en del af kroppens kapillærer er samtidigt blodførende i hvile, og at deres antal forøges når det gælder om at slippe en stærkere blodstrøm igennem. Dette bekræftedes ved mikroskopiske undersøgelser. Han kunne påvise "hvorledes ved ulige under mikroskopet foretagne indgreb i frøens tunge en del førhen usynlige kapillærer bliver blodførende, siden trækker sig sammen og forsvinder. Mekanisk retning med en fin nålespids bringer kapillærer i den nærmeste omgivning til at åbne sig". Mens der i en hvilende muskel kun kunne iagttages få kapillærer, viser en muskel i virksomhed sig at være gennemtrukken af et tæt kapillarnet. Det effektive kapillarnet i et væv er altså af meget skiftende tæthed under ulige fysiologiske tilstande.
Krogh har ligeledes godtgjort at kapillarvæggen ejer kontraktilitet, det vil sige en mekanisme hvorved væggen i skiftende grad giver efter for trykket inde fra i hinanden nært liggende kapillærer og i ulige tidsmomenter. En analog mekanisme er den fra lang tid tilbage kendte vasomotoriske. Ved Kroghs undersøgelser er ydermere en regulator for blodstrømmen, en kapillaromotorisk, blevet påvist. Disse to er både anatomisk og fysiologisk adskilte. Således – og dette er den mest betydningsfulde forskel – fordeler den af hjertet fremførte minutvolumen (det vil sige den blodmængde, som under l minut strømmer gennem et tværsnit af blodårer, fx gennem store kropspulsårer) på kroppens ulige organer, den kapillaromotoriske regulerer inden for de ulige organer grænsefladen mellem blod og væv, den overflade, som al materialetilførsel til vævene må passera. Ved senere undersøgelser godtgjorde Krogh yderligere at blodet indeholder et emne som har indflydelse på kapillærernes sammentrækning, og at nervesystemet har indflydelse på kapillærerne. Krogs forskning om kapillærerne fik stor indflydelse på opfattelsen af blodkredsløbets regulering i organismen.

## Forfatterskab
Af udgivne skrifter må fremhæves:
- The respiratory exchange in animals and man (London, 1916),
- The anatomy and physiology of capillaries (New Haven, 1922).

Flera arbejder blev offentliggjorte i "Skandinavisches archiv fur physiologie" (indtil 1914), der efter i "Journal of physiology".

## Hæder
En mindeplade for August Krogh er opsat på hans fødehjem i Grenaa. Lillegade 50. Det meste af August Kroghs opvækst fandt dog sted på den anden side af gaden, hvor hans fader fik bryggeri og bolig. Den 2. august 1950 kunne man i Grenaa Folketidende, som havde til huse i bygningen, læse følgende:
"Paa “Grenaa Folketidende”s Ejendom, den gamle fredede Bindingsværksbygning, Lillegade 50, har vi i Dag ladet opsætte en Bronzeplade med følgende Inskription: “ I denne Ejendom fødtes 15. Novbr. 1874 Grenaa Bys Æresborger Nobelpristageren Prof. Aug. Krogh død 13. Septbr. 1949 i København”. Pladen, der er udført i Bronze, og som med Tiden vil blive grøn, skal minde nulevende og kommende Slægter om, at vort Lands store Søn, Prof. Aug. Krogh, der kastede Glans over Danmark, og hvis Navn blev kendt viden om, var født i Grenaa og blev sin Fødebys første Æresborger."
Krogh blev i 1922 medlem af Fysiografiska sällskapet i Lund og af Vetenskapsakademin.
August Krogh omtales i bogen Det 20. århundrede - De 100 mest betydningsfulde personer i Danmark.
Der er i 2024 lavet et gavlmaleri i Grenå, Lillegade 28, med et portræt af August Krogh.

### Marie og August Krogh Prisen
Siden 1969 er forskerprisen Marie og August Krogh Prisen blevet uddelt til fremragende danske sundhedsforskere. Prisen er opkaldt som hyldest til Marie Krogh og August Krogh for deres indsats som danske pionerer i international sundhedsforskning.